# Palais Izrael Poznański
Le palais Izrael Poznański est un palais du XIXe siècle situé à Łódź, en Pologne. Initialement immeuble d'habitation, le bâtiment a été transformé en résidence de style néo-Renaissance et néo-baroque dans les années 1888-1903.

## Histoire
L'histoire du palais remonte aux années 1860. C'est à cette époque que Kalman Poznański, un commerçant Juif polonais, arrive à Łódź. Kalman démarre dans l'industrie du coton, mais ne réussit pas. Quand l'entreprise est reprise par son fils Izrael Poznański (1833-1900), les prix mondiaux du coton connaissent une forte hausse. Izrael fait ainsi fortune dans le coton et dépense une grande partie de ses gains dans le palais, qui prend finalement son nom.
Une légende raconte que l'architecte aurait demandé au commanditaire ce qu'il désirait. Izrael Poznański lui aurait répondu : « Vous me faites perdre mon temps ! Je peux m'offrir tous les styles ! ». De ce fait, le bâtiment mêle des éléments néo-Renaissance, rococo comme Art nouveau
L'édifice accueille de nos jours le musée municipal.

## Galerie

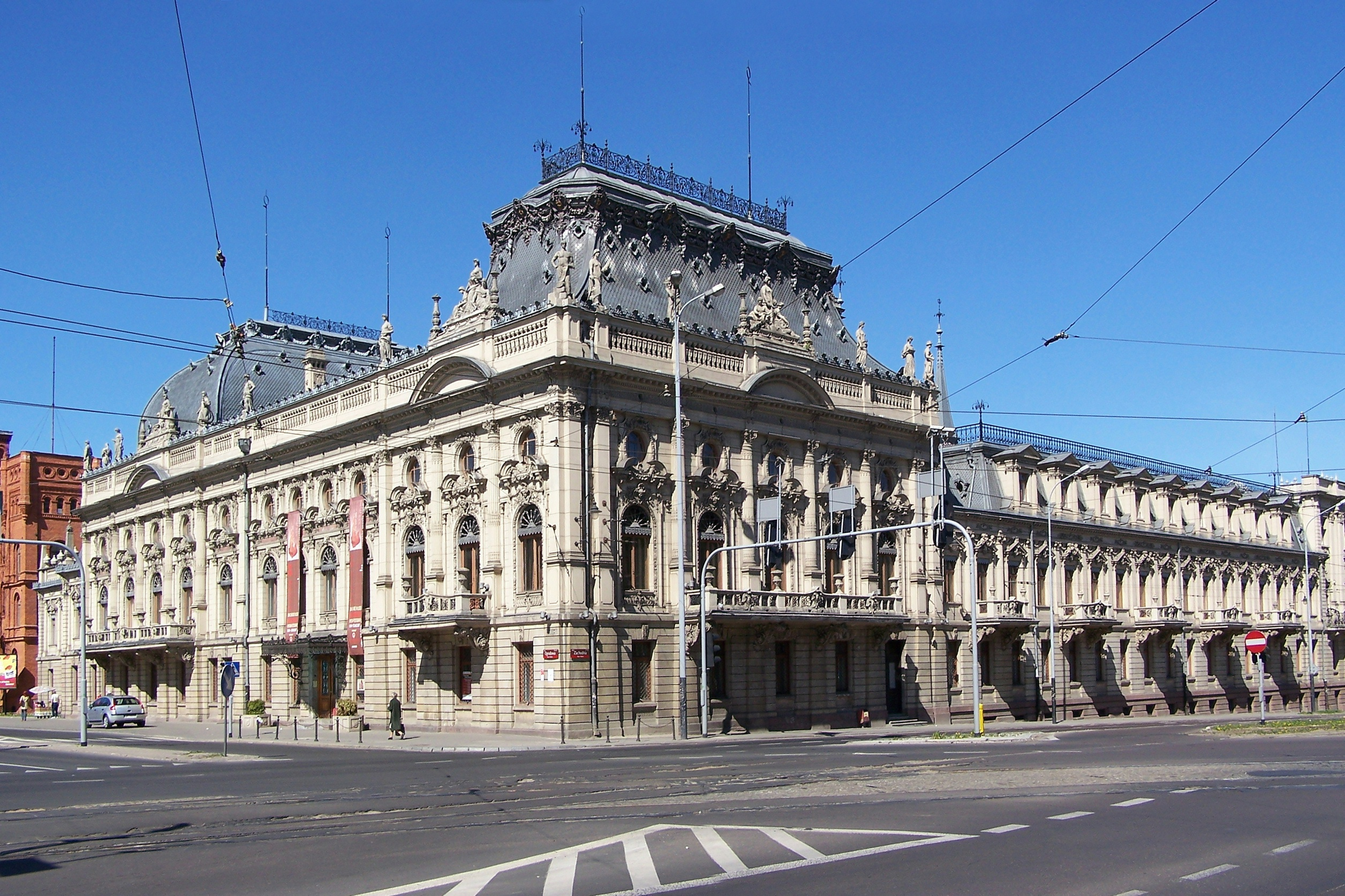
Le palais.
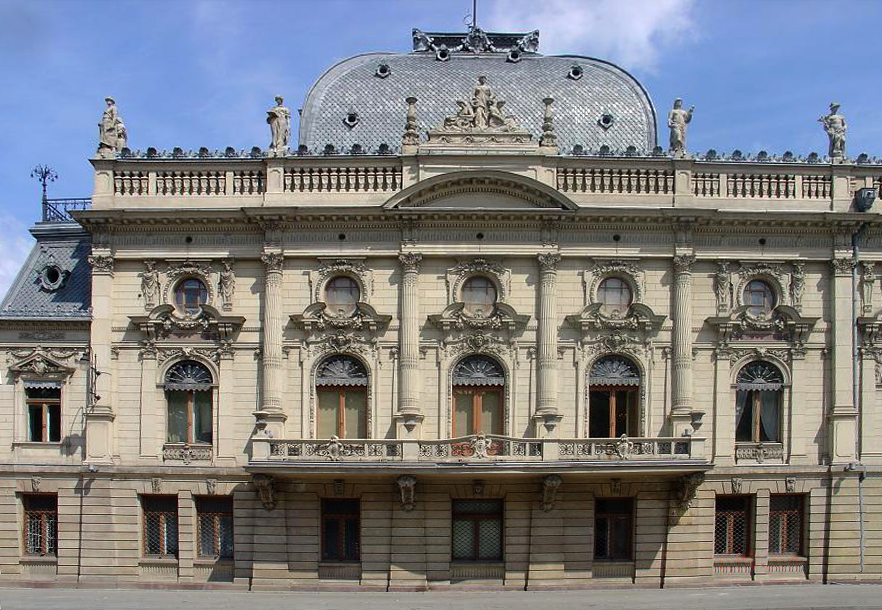
La façade.